# Dovima
Dovima, właśc. Dorothy Virginia Margaret Juba, także Dorothy Horan (ur. 11 grudnia 1927 w Nowym Jorku, zm. 3 maja 1990 w Forcie Lauderdale) – amerykańska modelka lat 50. XX wieku.

## Życiorys
Urodziła się w Nowym Jorku, gdzie w 1955 odkrył ją dla magazynu „Vogue” fotografik Irving Penn. Współpracowała potem ściśle z fotografem mody Richardem Avedonem, autorem słynnej fotografii, do której pozowała w Paryżu w sierpniu 1955, w czarnej wieczorowej sukni zaprojektowanej dla Christiana Diora przez jego nowego asystenta Yves'a Saint-Laurenta.
Dzięki niej powszechnie znany stał się termin supermodelka, a Dovima stała się najlepiej płatną modelką swoich czasów. Zagrała m.in. rolę arystokratycznie wyglądającej piękności w filmie Zabawna buzia (1957).
Dovima miała z drugim mężem córkę Alison, która urodziła się 14 lipca 1958 w Nowym Jorku na Manhattanie.
Zmarła na raka wątrobowokomórkowego 3 maja 1990. Po jej śmierci znany fotograf mody Richard Avedon powiedział o niej: „Była ostatnią z wielkich, eleganckich i arystokratycznych piękności... najbardziej niezwykłych i niekonwencjonalnie pięknych w jej czasie”.

## Filmografia
- Zabawna buzia (1957) jako Marion
- My Favorite Martian jako modelka (1 epizod, 1964)
- The Man from U.N.C.L.E. jako Karda (1 epizod, 1964)
- Kraft Suspense Theatre jako Aline Parmenter (1 epizod, 1964)